# Франополь (Мазовецьке воєводство)
Франополь (пол. Franopol) — село в Польщі, у гміні Сарнаки Лосицького повіту Мазовецького воєводства.
Населення — 103 особи (2011).
У 1975-1998 роках село належало до Білопідляського воєводства.

## Демографія
Демографічна структура станом на 31 березня 2011 року:
|          | Загалом | Допрацездатний вік | Працездатний вік | Постпрацездатний вік |
| -------- | ------- | ------------------ | ---------------- | -------------------- |
| Чоловіки | 50      | 12                 | 28               | 10                   |
| Жінки    | 53      | 14                 | 25               | 14                   |
| Разом    | 103     | 26                 | 53               | 24                   |